# San Juan de Limay
San Juan de Limay is een gemeente in het Nicaraguaanse departement Estelí. De gemeente (municipio) telt 14.800 inwoners (2015), waarvan ongeveer 27 procent in urbaan gebied (área de residencia urbano) woont.
De belangrijkste feestdagen zijn 24 juni, waarop de patroonheilige San Juan Bautista gevierd wordt en 29 juni, wanneer de feesten van de apostelen Petrus en Paulus plaatsvinden.

## Geografie
De gemeente heeft een oppervlakte van 428 km² en met een inwoneraantal van 15.000 bedraagt de bevolkingsdichtheid 35 inwoners per vierkante kilometer. San Juan de Limay ligt 195 kilometer ten noorden van de landelijke hoofdstad Managua.

### Bestuurlijke indeling
De gemeente is opgedeeld in 8 microregio's. Binnen deze microregio's bevinden zich 67 gemeenschappen en 8 stedelijke centra.

### Aangrenzende gemeenten
| Aangrenzende gemeenten                              | Aangrenzende gemeenten | Aangrenzende gemeenten | Aangrenzende gemeenten | Aangrenzende gemeenten |
| --------------------------------------------------- | ---------------------- | ---------------------- | ---------------------- | ---------------------- |
|                                                     |                        | Pueblo Nuevo           |                        | Condega                |
|                                                     |                        |                        |                        |                        |
| San José de Cusmapa (M) San Francisco del Norte (C) | Estelí                 |                        |                        |                        |
|                                                     |                        |                        |                        |                        |
| Somotillo (C)                                       |                        | Achuapa (L)            |                        |                        |

### Klimaat
San Juan de Limay heeft een savanneklimaat en behoort tot de drogere gebieden van Nicaragua.